# Ameiva parecis
Ameiva parecis, conhecido popularmente como calango, é uma espécie de lagarto pertencente ao gênero Ameiva. É endêmica ao Brasil, ocorrendo nos estados de Mato Grosso e Rondônia.
O nome da espécie é uma referência à Chapada dos Parecis (localizada no sudoeste do Mato Grosso), que por sua vez recebeu esse nome em homenagem ao povo indígena Parecis.

## Características
Pode chegar a cerca de 10 cm de comprimento do corpo, sem a cauda. Sendo assim é um lagarto de tamanho médio.  Possui coloração marrom-acinzentada com manchas escuras e listras claras nas laterais do corpo.  Os machos geralmente têm a cabeça mais larga e a cauda mais longa que as fêmeas. Insetos, como formigas, besouros e grilos são sua alimentação principal. Um estudo de 2023 mostrou que formigas podem representar de 10 a 30% da dieta dessa espécie.

## Conservação
A forte expansão da agricultura e a instalação de hidrelétricas em Matogrosso e Rondônia, mais especificamente na Chapada dos Parecis, local de ocorrência do calango, ameaçam a sobrevivência da espécie.